# Rockdale, Illinois
Rockdale là một làng thuộc quận Will, tiểu bang Illinois, Hoa Kỳ. Năm 2010, dân số của làng này là 1976 người.

## Dân số
Dân số qua các năm:
- Năm 2000: 1888 người.
- Năm 2010: 1976 người.